# Zdeněk Bartošík
Zdeněk Bartošík (* 22. srpna 1974 Hustopeče, Morava) je český hudební skladatel.

## Život
Základní hudební vzdělání získal na Lidové konzervatoři v Ostravě a na Konzervatoři Dezidera Kardoše v Topolčanech. Ve studiu skladby pokračoval na Hudební fakultě Akademie múzických umění v Praze u prof. Ivany Loudové.
Za skladbu pro sólový klavír Images získal druhou cenu v Mezinárodní skladatelské soutěži pořádané u příležitosti 100. výročí narození Miloslava Kabeláče a Oliviera Messiaena.

## Dílo
- Pět miniatur pro klavír (2006)[1]
- Transformace pro flétnu, housle, violoncello a klavír (2007)
- Kaligramy pro komorní soubor (2007)
- Preludium a coda pro flétnu, violu a fagot (2007)
- Images (Hommage a Olivier Messiaen) pro klavír (2008)[2]
- Serenády pro Petra Voka, pro smyčcový orchestr (2008)
- Sinfonietta pro symfonický orchestr (2008)[3]
- Epigramy pro flétnu (2009)
- Barvy pro mužský hlas a klavír (2009)
- Fantazie pro flétnu, bicí nástroje a varhany (2009)[4]
- Koncert pro flétnu a orchestr (2010) [5]